# Une maison pour monsieur Biswas
Une maison pour monsieur Biswas (titre original : A House for Mr Biswas) est un roman britannique de V.S. Naipaul publié en 1961.

## Honneurs
- Il figure à la 72e place dans la liste des cent meilleurs romans de langue anglaise du XXe siècle établie par la Modern Library en 1998[1].
- Le Time Magazine inclut le roman dans sa liste des  cent meilleurs romans de langue anglaise de 1923 à 2005 établie en 2010[2].
- BBC News inclut le roman dans sa liste des cent romans les plus influents établie en 2019[3].